# Чемпіонат світу з гірського бігу (довга дистанція)
Чемпіонат світу з гірського бігу на довгій дистанції — глобальне змагання з бігу по пересіченій місцевості гірського ландшафту на довгій дистанції, яке з 2015 проводиться Всесвітньою асоціацією гірського бігу додатково до Чемпіонату світу з гірського бігу, першість на якому визначається на трасах меншої довжини.
До 2015 ці щорічні змагання мали назву «Світового виклику з гірського бігу на довгій дистанції» (англ. World Long Distance Mountain Running Challenge) та проводились з 2004.
Згідно з встановленими правилами, залежно від рельєфу місцевості, довга дистанція за типом може бути як «вгору», так і «вгору і вниз», а її орієнтовна загальна довжина не повинна бути більше марафонської (42 195 м), при цьому асфальтоване покриття має бути меншим за 20 % загальної її довжини. Найвища точка рельєфу траси не повинна бути вищою за 3000 метрів над рівнем моря, а орієнтовний набір висоти має становити не більше 200 метрів на 1 км і загальна довжина підйому (набору висоти) повинна бути більша за 2000 метрів. Крім цього, результат чоловічого рекорду траси має перебувати у діапазоні від 2 до 4 годин.

## Чемпіонати
| №      | Рік  | Місце проведення   | Дата проведення |
| ------ | ---- | ------------------ | --------------- |
| 1 (12) | 2015 | Церматт            | 4 липня         |
| 2 (13) | 2016 | Подбрдо            | 18 червня       |
| 3 (14) | 2017 | Премана            | 6 серпня        |
| 4 (15) | 2018 | Польща Карпач      | 24 червня       |
| 5 (16) | 2019 | Вілья-Ла-Ангостура | 16 листопада    |
| 6 (17) | 2020 | скасований         |                 |

## Медальний залік
- Інформація наведена по чемпіонат світу 2018 включно.
- Враховані лише медалі, отримані в індивідуальному заліку.

| Місце | Країна          | Золото | Срібло | Бронза | Загалом |
| ----- | --------------- | ------ | ------ | ------ | ------- |
| 1     | Італія          | 5      | 2      | 3      | 10      |
| 2     | Велика Британія | 2      | 0      | 0      | 2       |
| 3     | Швейцарія       | 1      | 1      | 0      | 2       |
| 4     | США             | 0      | 2      | 2      | 4       |
| 5     | Франція         | 0      | 1      | 0      | 1       |
| 5     | Польща          | 0      | 1      | 0      | 1       |
| 7     | Словенія        | 0      | 0      | 2      | 2       |
| 8     | Румунія         | 0      | 0      | 1      | 1       |
| 8     | Чехія           | 0      | 0      | 1      | 1       |

## Мультимедалісти
- Інформація наведена по чемпіонат світу 2018 року включно.

| Атлет                         | 1 | 2 | 3 | Загалом |
| ----------------------------- | - | - | - | ------- |
| Алессандро Рамбальдіні Італія | 2 | 0 | 0 | 2       |
| Франческо Пуппі Італія        | 1 | 0 | 1 | 2       |

| Атлетка                 | 1 | 2 | 3 | Загалом |
| ----------------------- | - | - | - | ------- |
| Сільвія Рампаццо Італія | 1 | 0 | 1 | 2       |